# Vincenzo Parisi
Vincenzo Parisi (Matera, 30 ottobre 1930 – Roma, 30 dicembre 1994) è stato un poliziotto, funzionario e prefetto italiano, capo della polizia dal 1987 al 1994.

## Biografia
Nato a Matera nel 1930, da Amedeo, funzionario di banca, e da Lea Notari. Il 19 agosto 1956 sposò Maria Mazzocco, dalla quale ebbe cinque figli (Gianfranco, Maria Rosaria, Paola, Marcello e Antonella).  Si laurea all'Università di Napoli in giurisprudenza e scienze politiche. Nel 1951 entra nel Ministero di grazia e giustizia come cancelliere volontario. Nel 1955 passa al Ministero dell'interno come vicecommissario aggiunto, nel 1960 diviene commissario a Volterra e dal 1961 al 1969 è capo di gabinetto della questura di Arezzo.
Nel 1971 è chiamato nella segreteria dell'allora capo della polizia Angelo Vicari. Divenuto vicequestore nel 1971, è promosso questore nel 1977.
Dal 1980 viene chiamato al Servizio per le Informazioni e la Sicurezza Democratica (SISDe), e il 27 aprile è nominato vice direttore. Nel marzo 1984 è promosso prefetto e il Consiglio dei Ministri lo nomina direttore del SISDe.

### Capo della polizia
Il 23 gennaio 1987, con il secondo governo Craxi e ministro dell'interno Oscar Luigi Scalfaro, diventa capo della polizia, succedendo a Giuseppe Porpora.
Negli anni della sua direzione, la mafia siciliana compie attentati terroristici di grande impatto sul Paese, tra i quali la strage di Capaci, il 23 maggio 1992, ove trova la morte il magistrato Giovanni Falcone, la moglie e tre agenti della scorta; la strage di via d'Amelio che il 19 luglio dello stesso anno colpisce Paolo Borsellino, collega ed amico di Falcone, e cinque agenti.
L'evasione di Felice Maniero, boss della cosiddetta mala del Brenta dal supercarcere di Padova, avvenuta all'alba del 14 giugno 1994, provoca polemiche sulla efficienza dei servizi di sorveglianza ed investe il vertice stesso della Polizia.
Il presidente del Consiglio Berlusconi lo riceve il 13 luglio successivo, confermandogli la fiducia.
Lascia il suo incarico il 27 agosto 1994 e gli succede il questore di Roma Fernando Masone. Quattro mesi dopo, nella notte tra il 30 e il 31 dicembre dello stesso anno, muore a Roma a sessantaquattro anni per un infarto.
Nello stesso giorno, il presidente Scalfaro gli conferisce la medaglia d'oro al merito civile.
I funerali si svolgono il 3 gennaio del 1995 nella basilica di Santa Maria degli Angeli e dei Martiri alla presenza, tra gli altri, del capo dello Stato Scalfaro, del ministro dell'interno Maroni e del successore Masone.
La salma è tumulata nella tomba di famiglia del cimitero di Castel Gandolfo, nei pressi della capitale.

## Riconoscimenti
Nel 1990, l'amministrazione comunale di Pomarico (MT) gli conferisce il premio Lucania Oro per il sociale.